# Mokry Dół
Mokry Dół – wąwóz w zachodniej części Lasu Wolskiego w Krakowie o długości około 500 metrów. Rozciąga się on między dawnym budynkiem gajówki i zbudowaną przez  Austriaków "Kamienną Drogą". Jego nazwa pochodzi od niewielkiego strumyka, płynącego dnem. W czasie upałów strumyk wysycha, jednak po deszczu znacznie przybiera, tworząc liczne rozlewiska. Całe dno wąwozu jest podmokłe.
Na początku XX wieku za wylotem Mokrego Dołu znajdował się niewielki folwark, w którego skład wchodziły stajnie, budynek gajówki, szkółka leśna (nad wąwozem) i stawy rybne, utworzone przez budowę glinianych zapór na strumyku. Do dziś zachowały się dwa stawy, jednak zamulone i częściowo wyschnięte; nie ma w nich żadnych ryb.